# A Girl Like That
A Girl Like That è un film muto del 1917 diretto da Dell Henderson che aveva come protagonisti Irene Fenwick e Owen Moore. Prodotto e distribuito dalla Famous Players Film Company/Paramount Pictures, uscì nelle sale il 18 gennaio 1917.

## Trama
Figlia di un ladro ormai in pensione, Nell Gordon viene persuasa dalla vecchia banda del padre a partecipare a una rapina nella città di Wheaton, convinta che il denaro del colpo servirà a pagare le spese per la malattia del padre, vecchio e malato. La giovane, fattasi assumere come stenografa nella banca oggetto della rapina, riesce a sapere la combinazione della cassaforte. Ma poi, la ragazza si innamora di Jim Brooks, il cassiere della banca, e comincia a pentirsi di aver accettato di prendere parte a quella follia. Decide così di non portare fino in fondo il lavoro. I malviventi, per costringerla a completare il piano della rapina così come è stato studiato, tentano di far scrivere al vecchio Gordon una lettera alla figlia per spingerla a collaborare, ma lui si rifiuta di farlo e loro gli sparano. Nell, quando viene a sapere quello che è successo, accetta di cooperare ma, mentre loro stanno aprendo la cassaforte, fa scattare l'allarme che allerta la polizia cittadina. All'arrivo dello sceriffo, i rapinatori sono tutti arrestati e rinchiusi in prigione. Nell e Jim, adesso, possono sposarsi.

## Produzione
Il film fu prodotto dalla Famous Players Film Company.

### Cast
Irene Fenwick, in seguito moglie di Lionel Barrymore, era una nota attrice teatrale che ha interpretato nella sua breve carriera cinematografica solo dieci film dal 1915 al 1917.

Owen Moore era un famoso attore e il primo marito di Mary Pickford, da cui divorzierà tre anni dopo, nel 1920.
 
Tra gli altri interpreti, in un ruolo secondario, anche Olive Thomas, già bellissima modella ed ex Ziegfeld girl, in una delle sue prime apparizioni cinematografiche.

## Distribuzione
Il copyright del film, richiesto dalla Famous Players Film Co., fu registrato il 15 gennaio 1917 con il numero LP9990.
Distribuito dalla Paramount Pictures, il film uscì nelle sale statunitensi il 18 gennaio 1917. In Portogallo fu distribuito il 23 luglio 1917 con il titolo Prisioneira do Amor.
Non si conoscono copie ancora esistenti della pellicola che viene considerata presumibilmente perduta.